# 岑彭
岑彭（?—35年），字君然，南陽棘陽人。东汉名将、军事家。岑彭原为新朝官吏，后归顺刘秀，在东汉统一战争中率领大军平定荆襄、陇蜀，最终在攻蜀时被刺客刺杀，成爲繼來歙后又一位在东汉灭蜀之战被刺殺的大將。岑彭以信义著称，洛阳朱鲔、淇園呂植、交阯鄧讓、江夏侯登、武陵王堂、長沙韓福、桂陽張隆、零陵田翕、蒼梧杜穆、交阯錫光、邛穀任貴等人都在其感召或说服下投降，同时其战功卓著、部隊軍紀優良，与冯异并被史书评价为当时仅有的两位“建方面之号”的大将，死後蜀人為其立廟祭祀，为东汉开国功臣，名列雲台二十八將第六位。

## 生平

### 归附汉军
在新朝时，岑彭署理棘陽县长。地皇三年，汉军起兵，攻拔棘陽，岑彭帶家屬投奔前隊大夫甄阜。甄阜愤怒于岑彭不能固守，于是拘禁岑彭的母亲、妻子，令他立功自赎。岑彭於是率領賓客奮力戰鬥。
更始元年正月壬子朔（23年2月10日），甄阜、梁丘賜於沘水西戰敗被殺，岑彭也受了傷，於是逃往宛，與前隊貳嚴說共同守城。漢兵進攻數月，城中糧盡，出現了人吃人的現象，岑彭才與嚴說舉城投降。更始元年五月（23年7月4日），宛城被刘縯攻克。
当时，汉军诸将想要诛杀岑彭，大司徒刘縯说：“岑彭是郡中重要官吏，专心堅守正是其气节。现在我们正做大事，应当表彰義士，不如给他封爵，以勉励后人。”于是，更始帝封岑彭为归德侯，令其隶属于刘縯。不久，刘縯被更始帝君臣谋害，岑彭成為大司马朱鲔的校尉，岑彭追随朱鲔进攻王莽手下的楊州牧李聖，将其斩杀，平定了淮陽城，朱鲔推荐岑彭担任淮阳都尉。更始帝派遣立威王張卬與將軍徭偉镇守淮陽。徭偉反叛，击走张卬。岑彭率兵攻击徭偉，将其击败。之后，岑彭迁任潁川太守，恰逢舂陵劉茂起兵，攻克潁川，岑彭不能夠就任，於是和麾下數百人跟從河內太守南陽人韓歆。
更始二年（24年），劉秀也正好來到河內，韓歆主張想要守城，岑彭試圖阻止韓歆，但不被聽從，劉秀也接受冯异建议派修武人衛文劝降韩歆。不久劉秀到了懷縣，韓歆被迫投降。劉秀知道韓歆当初想要守城的謀劃，非常生氣，將韓歆逮捕于鼓下，準備將其処斬。劉秀召見岑彭，岑彭趁機進言說：“如今赤眉進入關中，更始帝處於危險境地，其手下權臣不守規矩，矯稱詔制。現在道路阻塞，四方蜂起，群雄競逐，百姓無所歸命。個人聽説大王您平定河北，開創王業，這真是皇天祐漢，為士人之福。岑彭有幸蒙您兄長司徒公劉縯相救得以活命，但沒有來得及報恩，司徒公就遇難死去，這讓我永遠遺憾於心。現在又碰見了您，我願意獻身為您效力。”劉秀因此與岑彭結交很深。岑彭又說韓歆為南陽豪族，可以為我所用。於是劉秀赦免了韓歆，任命其為鄧禹軍師。
更始帝手下的大將軍呂植率兵屯駐淇園，岑彭將之說降。
劉秀派吴汉攻击在邺的谢躬，令岑彭協助製作方略，吴汉设计说降魏郡太守陳康，陈康收捕谢躬的妻子儿女和其大将军刘庆。谢躬从隆虑作战失败归来时，并不知陈康已经归降，于是仅率几百骑兵入城，此时岑彭在城内，吴汉在城外，正将谢躬擒杀。拜岑彭為刺奸大將軍，派其督察眾營，授予他平時所持的節，跟從自己平定河北。

### 勸降朱鲔
建武元年（24年），劉秀即位，拜岑彭為廷尉，讓他仍然保有歸德侯的爵位，行大將軍事。
七月，岑彭與大司馬吳漢，大司空王梁，建義大將軍朱祐，右將軍萬脩，執金吾賈復，驍騎將軍劉植，楊化將軍堅鐔，積射將軍侯進，偏將軍馮異、祭遵、王霸等人，圍攻洛陽數月。朱鮪等人堅守不肯投降。光武帝劉秀因爲岑彭曾經是朱鮪的校尉，命令岑彭去勸降他。朱鮪在城上，岑彭在城下，兩人相互噓寒問暖説話如平時一樣。岑彭趁機説：“岑彭過去為您部下，承蒙您薦舉提拔，常常想向您報恩。目前赤眉已經攻陷長安，更始帝遭到张卬、廖湛、胡殷三王反叛。光武帝劉秀承受天命，平定燕、趙，完全占有幽、冀之地，百姓歸心，賢俊雲集，現在他親率大兵攻打洛陽。天下之事，過去的已經過去了，您雖然嬰城固守，又將等待什麽呢？”朱鮪說：“大司徒刘縯被殺時，我參與了其中謀劃，又上諫更始帝不要派劉秀北伐，實在是知道自己罪孽深重，不敢投降。”岑彭返還，對劉秀詳言此事。劉秀說：“想成就大事的人，不因小怨而憎恨。朱鮪現在如果投降，官爵都可保住，何況誅罰呢？河水在此，我一定不會食言。”岑彭又去告訴朱鮪，朱鮪從城上放繩索下來說：“一定要讓我相信，就乘此上城。”岑彭快走向繩索想要上城。朱鮪見其誠心，於是答應投降。過了五日，朱鮪率領輕騎拜訪岑彭，回頭對諸部將說：“堅守城池等待我的消息。我如果不能回來，諸位就率領大軍前往轘轅，歸順郾王尹尊。”於是自縛，和岑彭一同前往河陽。光武帝立刻即解開其縛，并召見他，又令岑彭夜晚送朱鮪歸城。第二天，朱鮪率領其部眾出降，光武帝劉秀拜朱鮪為平狄將軍，封扶溝侯。

### 南平荆襄
冬十月，岑彭受派遣攻擊荊州羣賊。当时南方尤其混乱，南郡人秦豐占據黎丘，自稱楚黎王，领地有十二縣；董訢起兵堵鄉；許邯起兵於杏；又有更始帝手下諸將各自擁兵占据南陽各城。
建武二年（26年），岑彭連下犨、叶等十余城。秋，岑彭又击破杏，降伏许邯，升任征南大将军。
冬十一月，岑彭率领建義大將軍朱祜、執金吾賈復及建威大將軍耿弇，漢忠將軍王常，武威將軍郭守，越騎將軍劉宏，偏將軍劉嘉、耿植等八将军讨伐鄧奉。岑彭先攻擊堵鄉的董訢，邓奉率领萬餘人前来救援董訢。董訢、邓奉手下都是南陽的精兵，岑彭等人因之連續數月不能攻克。朱祜也被俘虜。
建武三年（27年）夏，光武帝劉秀親自南征，抵達葉，遭到董訢手下別將率領數千人遮擋，車騎不能前行。岑彭出擊，大破敵軍。劉秀抵達堵陽，鄧奉在晚上逃回淯陽，董訢降。岑彭又與耿弇、賈復及積弩將軍傅俊、騎都尉臧宮等跟隨劉秀追擊鄧奉，於小長安交戰，光武帝率諸將親自作戰，大破敵軍。鄧奉投降，光武帝劉秀同情鄧奉，認爲他是舊功臣，而且此事釁起吳漢，想要原諒他。但岑彭與耿弇上諫說：『鄧奉忘恩叛逆，反抗超過一年，以致賈復受傷，朱祜被俘。陛下已經到來，也不知道改過從善，卻親自在戰場作戰，兵敗才投降。如果不誅殺鄧奉，將無以懲惡。』於是鄧奉被處斬。
劉秀返還后，岑彭受命率領傅俊、臧宮、劉宏領軍三萬餘人南擊秦豐，攻陷黃郵。秦豐與其大將蔡宏在鄧抵擋岑彭，岑彭數月不得進軍。
秋七月，劉秀爲岑彭戰事不順而感到奇怪，於是責怪岑彭。岑彭心中恐懼，在晚上率領兵馬，下令稱明早向西攻擊山都。又放鬆俘虜的看守，令其逃亡會去將其告知秦豐，秦豐於是聚集其軍隊在西面邀擊岑彭。岑彭卻潛兵渡沔水，在阿头山破秦丰部将张扬，在河谷間伐木開道，直奔黎丘，擊破各屯駐軍。秦豐聽説后大驚，快速返回救援。岑彭與諸將依靠東山設營寨營，秦豐與蔡宏在夜晚擊鼓進攻，而岑彭預先已經做好準備，出兵迎擊，秦豐敗走，岑彭率軍追斬蔡宏。此役后，岑彭更封為舞陰侯。秦豐相赵京率宜城投降，被任命為成漢將軍，和岑彭一同在黎丘圍攻秦豐。當時田戎擁兵於夷陵，聽説秦豐被圍，害怕漢軍將要抵達，想要投降。但田戎的妻兄辛臣向田戎上諫說：“現在四方豪傑各自占有郡國，洛陽地不過如掌一般大，我們不如按下兵馬不動，以觀察局勢的變化。”田戎說：“以秦王秦豐的強大，尚且被岑彭所圍困，何況是我呢？我已經決定投降了。”
建武四年（28年）春，田戎留下辛臣駐守夷陵，自己領兵沿長江沔水而下，抵達黎丘，約定日期投降，但辛臣偷走了田戎的珍寶，沿著小路先向岑彭投降，再寫信招降田戎。田戎懷疑辛臣一定會出賣自己，於是不敢投降，而與秦豐合兵，岑彭出兵攻擊田戎，經過數月，大破田戎手下的部隊，田戎大將伍公拜見岑彭投降，田戎逃回夷陵。光武帝劉秀到達黎丘慰勞軍隊，封賞岑彭手下百餘名有功的吏士。
建武五年（29年）三月，岑彭攻打秦豐已經三年，斬首九萬餘級，秦豐剩下的部隊只有千人，城中糧食將盡。劉秀認爲以秦豐已經變得弱小，下令朱祐替代岑彭圍攻秦豐，派遣岑彭與傅俊南擊田戎，大破敵軍，攻陷夷陵，部隊追至秭歸。田戎與數十騎逃入蜀地，其妻子士眾數萬人都被擒獲。岑彭認爲將征伐蜀地，而夾川谷少，水險難以漕運，於是留威虜將軍馮駿駐軍江州，都尉田鴻駐軍夷陵，領軍李玄駐軍夷道，自己領兵還屯津鄉，正當荊州要害之地，喻告諸蠻夷，若有投降者就上奏分封其君長。岑彭過去與交阯牧鄧讓關係不錯，便寫信給他陳述國家的威德，又派遣偏將軍屈充移檄江南，發佈詔命。於是鄧讓與江夏太守侯登、武陵太守王堂、長沙相韓福、桂陽太守張隆、零陵太守田翕、蒼梧太守杜穆、交恥太守錫光等人都派且使者上供，都被分封為列侯，還有如張隆派遣張曄般派遣兒子領兵幫助岑彭征戰的。從此江南地方的珍寶開始流通於中原各地。
建武六年（30年）冬，刘秀召岑彭入京，多次宴请岑彭，厚加赏赐。岑彭再南回津乡，有诏命他经过家里时为先人上冢，又下命大长秋在初一、十五向岑彭家太夫人请安。

### 西征陇蜀
建武八年（32年）閏月，岑彭随光武帝攻破天水，隗嚣逃往西城，公孫述將領李育前來援救隗嚣，駐守上邽，光武帝便讓岑彭、吳漢率軍圍攻西城，蓋延、耿弇圍攻上邽。岑彭用縑囊裝上泥土做堤，堵塞谷水以淹西城，但谷水從地中數丈涌出，城只淹沒了丈餘深，隗嚣將領行巡、周宗率領蜀地救兵趕到，隗囂得以前往冀。漢軍糧食已盡，於是燒毀輜重，率兵前往隴，蓋延、耿弇也隨之撤退。隗囂出兵追擊各營，岑彭殿後阻擋，向東進入弘農后，百姓持酒肉慰勞軍隊說：“有幸將軍殿後，我們的子弟得以能夠生還。”諸將因之保全部隊東歸，岑彭也回到了津鄉。
建武九年（33年）三月，公孫述派遣其將任滿、田戎、程汎，率领數萬人乘坐枋箄到江關，擊破馮駿及田鴻、李玄等人，攻陷了夷道、夷陵，占據了荊門山、虎牙山，在江水上建立浮橋、鬥樓，设置欑柱堵塞水道，在山上結營以抵抗汉军。岑彭多次进攻不利，於是建造了數千艘直進樓船、冒突、露橈。
建武十一年（35年）春閏月，岑彭與吳漢及誅虜將軍劉隆、輔威將軍臧宮、驍騎將軍劉歆，征發南陽、武陵、南郡的士兵，又征發桂陽、零陵、長沙的转运棹卒，共六萬餘人，五千匹马，一同在荊門会和。吳漢认为三郡棹卒大量消耗粮食，想要解散他们。岑彭则认为蜀兵正盛，不可遣散，并上書说明状况。光武帝刘秀回報岑彭说：“大司馬吴汉熟悉使用步兵、騎兵，不懂水戰，荊門的战事，都依赖征南公您了。”岑彭在军中招募攻击浮桥的人，先登之人可得上賞。於是偏將軍魯奇應募前往。当时風急，魯奇的船逆流而上，直沖浮橋，此時東風，船被水中欑柱的反把所钩住走不了，鲁奇等人乘勢拼命攻战，并投火炬烧浮桥，当时風怒火盛，浮橋和鬥樓都崩塌燃烧起来。岑彭又全军順風並進，所向無前。蜀兵大亂，溺死數千人。斩杀任滿，活捉程汎，而田戎退守江州。
岑彭上书奏任劉隆為南郡太守，自己率领臧宮、劉歆長驅直入江關，命令軍中不得抢劫。所过之处，百姓都奉上牛和酒欢迎慰问。岑彭见到各处的耆老，对他们说大漢哀湣巴蜀百姓长期被奴役，于是興師遠伐，讨伐有罪的人，為民除害。辞让不接受百姓的牛和酒。百姓都十分高兴，争相开门投降。光武帝下诏岑彭守益州牧，他所攻下郡，就由他行太守事，離開地方時，就將太守的名號給後將軍，選拔官員擔任州中的長吏。
岑彭到了江州，因为田戎粮食很多，难以马上攻陷，于是留下冯骏在江州，自己领兵乘胜直指垫江，攻破平曲，收缴几十万石米。
公孙述派遣延岑、吕鲔、王元和他弟弟王恢拒守广汉和资中，又派侯丹等二萬余人守黄石。岑彭于是多设疑兵，派遣护军楊翕和臧宫抵御延岑等，自己则逆都江而上，袭击侯丹，大破其军。又日夜兼程连续行军两千多里，直接攻克武阳，派遣精锐骑兵奔袭广都，离成都仅几十里。公孙述本来听说汉军在平曲，于是派大兵迎击。等到岑彭抵达武阳，绕到延岑军后面，蜀地震惊。公孙述也十分惊异，用杖击地说：“他怎么能这么神速啊”。

### 命逝彭亡
冬十月，岑彭扎营于彭亡，岑彭很厭惡這個地名，准備遷往他地，因天黑未果。公孙述跟對付來歙一樣，派遣刺客。刺客谎称逃亡的家奴前来投靠，乘夜间刺杀岑彭。岑彭死后谥壮侯。
岑彭攻打蜀地，从荆门到武阳，治军严整，秋毫无犯。邛穀王任貴听说岑彭的威信，数千里外派使者前来归降，恰好岑彭刚死，于是光武帝将任貴所进贡的财物赐予岑彭的妻子儿女。蜀地百姓爱惜岑彭，在武阳给他设立了庙宇，按季节祭祀。

## 评价
范晔《后汉书》：“中興將帥立功名者眾矣，惟岑彭、馮異建方面之號，自函谷以西，方城以南，兩將之功，實為大焉。若馮、賈之不伐，岑公之義信，乃足以感三軍而懷敵人，故能克成遠業，終全其慶也。昔高祖忌柏人之名，違之以全福；征南惡彭亡之地，留之以生災。豈幾慮自有明惑，將期數使之然乎？”“陽夏師克，實在和德。膠東鹽吏，征南宛賊。奇鋒震敵，遠圖謀國。”

## 家族

### 世系图
|            |            |            |            |            |            |  |  | 舞阴壮侯岑彭 |  |  |  |  |  |  |  |            |            |            |            |            |            |  |  |  |  |  |  |  |  |  |  |
|            |            |            |            |            |            |  |  |              |  |  |  |  |  |  |  |            |            |            |            |            |            |  |  |  |  |  |  |  |  |  |  |
|            |            |            |            |            |            |  |  |              |  |  |  |  |  |  |  |            |            |            |            |            |            |  |  |  |  |  |  |  |  |  |  |
| 细阳侯岑遵 | 细阳侯岑遵 | 细阳侯岑遵 | 细阳侯岑遵 | 细阳侯岑遵 | 细阳侯岑遵 |  |  |              |  |  |  |  |  |  |  | 穀阳侯岑淮 | 穀阳侯岑淮 | 穀阳侯岑淮 | 穀阳侯岑淮 | 穀阳侯岑淮 | 穀阳侯岑淮 |  |  |  |  |  |  |  |  |  |  |
| 细阳侯岑遵 | 细阳侯岑遵 | 细阳侯岑遵 | 细阳侯岑遵 | 细阳侯岑遵 | 细阳侯岑遵 |  |  |              |  |  |  |  |  |  |  | 穀阳侯岑淮 | 穀阳侯岑淮 | 穀阳侯岑淮 | 穀阳侯岑淮 | 穀阳侯岑淮 | 穀阳侯岑淮 |  |  |  |  |  |  |  |  |  |  |
| 细阳侯岑伉 |            |            |            |            |            |  |  |              |  |  |  |  |  |  |  |            |            |            |            |            |            |  |  |  |  |  |  |  |  |  |  |
|            |            |            |            |            |            |  |  |              |  |  |  |  |  |  |  |            |            |            |            |            |            |  |  |  |  |  |  |  |  |  |  |
| 细阳侯岑杞 |            |            |            |            |            |  |  |              |  |  |  |  |  |  |  |            |            |            |            |            |            |  |  |  |  |  |  |  |  |  |  |
|            |            |            |            |            |            |  |  |              |  |  |  |  |  |  |  |            |            |            |            |            |            |  |  |  |  |  |  |  |  |  |  |
| 细阳侯岑熙 |            |            |            |            |            |  |  |              |  |  |  |  |  |  |  |            |            |            |            |            |            |  |  |  |  |  |  |  |  |  |  |
|            |            |            |            |            |            |  |  |              |  |  |  |  |  |  |  |            |            |            |            |            |            |  |  |  |  |  |  |  |  |  |  |
| 细阳侯岑福 |            |            |            |            |            |  |  |              |  |  |  |  |  |  |  |            |            |            |            |            |            |  |  |  |  |  |  |  |  |  |  |

### 後裔
- 北周太常卿岑善方史载为岑彭后裔[19]。

## 相關

### 故事
- 既平隴，復望蜀：建武八年（32年）閏月，當時漢軍伐隴，圍困西城、上邽二城，劉秀留信給圍困參與西城的岑彭說：“兩城若攻陷了，就可率兵南下攻擊蜀地。人好像不會知足，已經平定了隴，又想平定蜀。每次發兵，頭髮都白了。”後世即以“得隴望蜀”形容人不知足。

### 傳説
- 民间传说中，认为云台二十八将上应二十八宿，而岑彭则对应尾火虎。
- 中國傳統戲劇中多有岑彭的形象，且常與馬武一同出現，如豫劇中有《收岑彭》的剧目，京剧有《马武收岑彭》《取洛陽》的劇目，傩戏中有《岑彭马武夺状元》的劇目，但多與史實有較大差距。

### 影视
- 《秀麗江山之長歌行》中，赵长洲饰演岑彭。

## 延伸阅读
[在维基数据编辑]
 《後漢書·卷17》，出自范晔《後漢書》
 《東觀漢記》
 在维基共享资源阅览影像

### 引用
1. ↑  《後漢紀·光武皇帝紀卷第一》：更始元年正月，斬阜、賜，死者萬餘人。
2. ↑  《後漢書·光武帝紀第一上》：更始元年正月甲子朔，漢軍復與甄阜、梁丘賜戰於沘水西，大破之，斬阜、賜。
3. ↑  《後漢書·光武帝紀第一上》：六月己卯，光武遂與營部俱進，自將步騎千餘，前去大軍四五里而陳。……時伯升拔宛已三日，而光武尚未知，乃偽使持書報城中，云「宛下兵到」，而陽墯其書
4. ↑  《後漢書·宗室四王三侯列傳第四》：五月，伯升拔宛。
5. ↑  《後漢紀·光武皇帝紀卷第一》：王至河內，太守韓歆謀將城守。脩武人衛文多奇計，馮異素知之。異言於王，使衛文說歆，令降，岑彭亦勸歆，遂從之。王以歆不即降，置之鼓下，將斬之。
6. ↑  《後漢紀·光武皇帝紀卷第一》：河北既定，遣吳漢、岑彭擊謝躬。躬時拒五校於隆慮，令大將軍劉慶守鄴城。漢說魏郡太守陳康曰：「上智處危以求安，中智因危以爲功，下愚安危以自亡。危亡之至，在人所由，不可不察。今京都敗亂，四方雲擾，劉公所向輒平之，公所見也。謝尚書不量力，內與蕭王違戾，外失河北之心，公所知也。公據孤危之城，堅守自安，以待滅亡。義無所立，節無所成，不若開門內軍，轉禍爲福，免下愚之危，收中智之功，此計之至者也。」於是陳康乃收劉慶及躬妻子，開門內漢軍。躬聞漢等至，將輕騎歸，不知漢已得其城，與數百騎夜至鄴。時漢在城外，彭在城中，開門內躬，脅將詣傳斬之。
7. ↑  《東觀漢記·傳四》：光武使吳漢收謝躬，令岑彭助漢為方略，拜為刺姦大將軍，督察眾營。上以常自所持節授岑彭，從平河北。
8. ↑  《後漢書·光武帝紀第一上》：冬十月癸丑，車駕入洛陽，幸南宮却非殿，遂定都焉。遣岑彭擊荊州羣賊。
9. ↑  《後漢書·光武帝紀第一上》：冬十一月，以廷尉岑彭為征南大將軍，率八將軍討鄧奉於堵郷。
10. ↑  《後漢書·光武帝紀第一上》：三月癸未，徙廣陽王良為趙王，始就國。平狄將軍龐萌反，殺楚郡太守孫萌而東附董憲。遣征南大將軍岑彭率二將軍伐田戎於津郷，大破之。
11. ↑  《續漢書》：“張隆遣子曄将兵詣彭助征伐，上以曄為率義侯。”
12. ↑  《東觀漢記·傳四》：岑彭與吳漢圍隗囂，時以縑囊盛土為堤，灌西城，谷水從地中數丈涌出，故城不拔。
13. ↑  《東觀漢記·傳四》：彭東入弘農界，百姓持酒肉迎軍，曰：「蒙將軍為後拒，全子弟得生還也。」
14. ↑  《後漢書注·光武帝紀第一下》于“公孫述遣將田戎、任滿據荊門。”下注：“《水經注》曰：‘江水東歷荊門、虎牙之閒。荊門山在南，上合下開，其狀似門，虎牙山在北，石壁色紅，閒有白文類牙，故以名也。此二山，楚之西塞也。’在今硤州夷陵縣東南。”
15. ↑  《後漢書·光武帝紀第一下》：三月辛亥，初置青巾左校尉官。公孫述遣將田戎、任滿據荊門。
16. ↑  《續漢書》：“時天東風，其欑柱有反把，鉤奇船不得去。”
17. ↑  《後漢書·光武帝紀第一下》：閏月，征南大將軍岑彭率三將軍與公孫述將田戎、任滿戰於荊門，大破之，獲任滿。
18. ↑  《東觀漢記·傳四》：彭若出界，即以太守號付後將軍，選官屬守州中長吏。
19. ↑  《周書·蕭詧傳》：岑善方字思義，南陽棘陽人，漢征南大將軍彭之後也。